# Xenon-121
Xenon-121 of 121Xe is een radioactieve isotoop van xenon. De isotoop komt van nature niet op Aarde voor.
Xenon-121 ontstaat onder meer door radioactief verval van cesium-121.
{\displaystyle {\ce {{^{121}_{55}Cs}->{^{121}_{54}Xe}+{e^{+}}+{\nu }_{e}}}}

## Radioactief verval
Xenon-121 vervalt door β+-verval naar de radio-isotoop jodium-121:
{\displaystyle {\ce {{^{121}_{54}Xe}->{^{121}_{53}I}+{e^{+}}+{\nu }_{e}}}}
De halveringstijd bedraagt 40 minuten.
109Xe · 110Xe · 111Xe · 112Xe · 113Xe · 114Xe · 115Xe · 116Xe · 117Xe · 118Xe · 119Xe · 120Xe · 121Xe · 122Xe · 123Xe · 123mXe · 124Xe · 125Xe · 125m1Xe · 125m2Xe · 126Xe · 127Xe · 127mXe · 128Xe · 129Xe · 129mXe · 130Xe · 131Xe · 131mXe · 132Xe · 132mXe · 133Xe · 133mXe · 134Xe · 134m1Xe · 134m2Xe · 135Xe · 135mXe · 136Xe · 136mXe · 137Xe · 138Xe · 139Xe · 140Xe · 141Xe · 142Xe · 143Xe · 144Xe · 145Xe · 146Xe · 147Xe · 148Xe